# Wim van Willigenburg

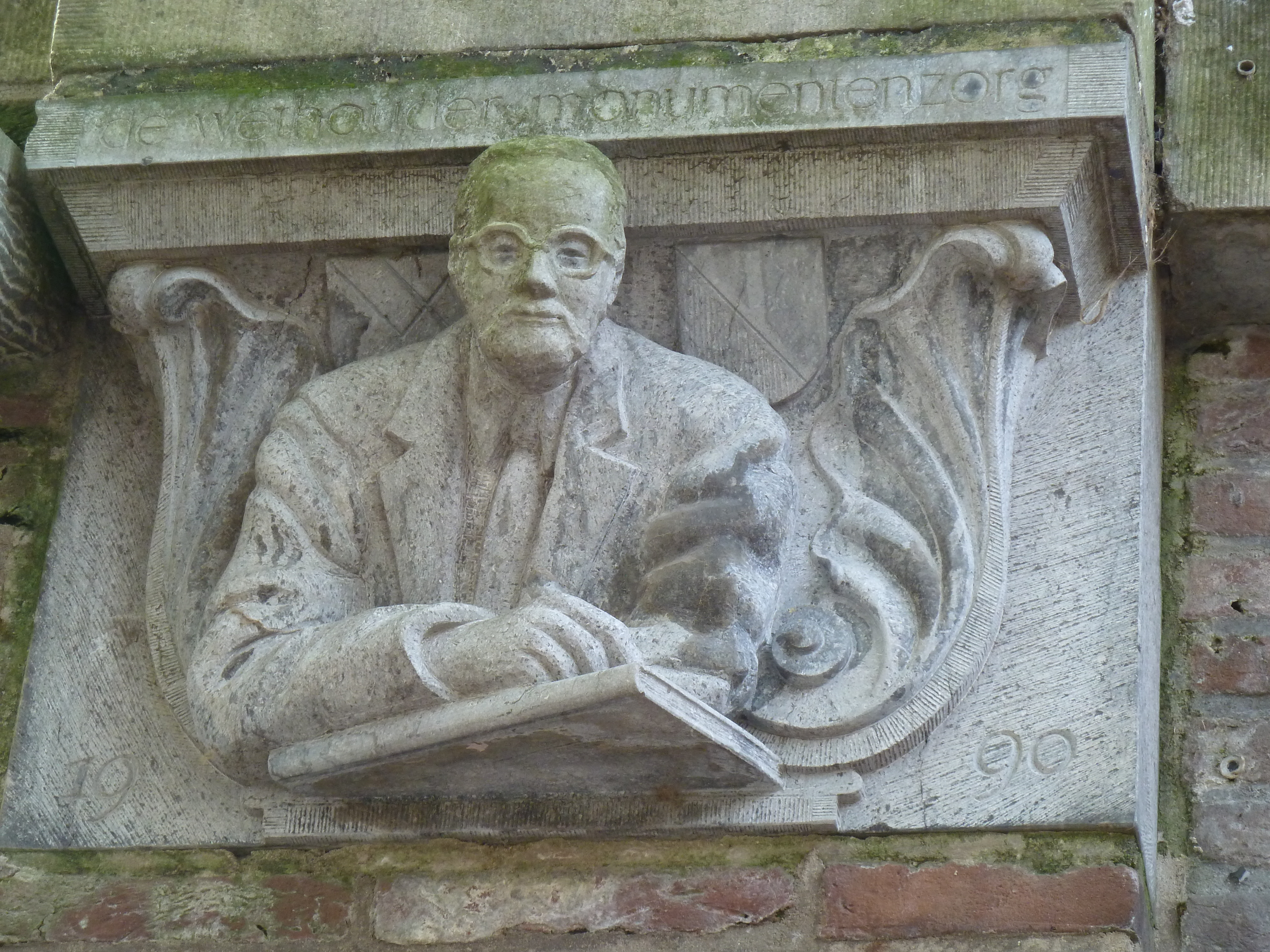
Wethouder W.P.C. van Willigenburg

Willem Pieter Christiaan (Wim) van Willigenburg (Utrecht, 13 augustus 1943) is een Nederlands voormalig politicus van de VVD.
Vanaf 1967 was hij werkzaam in het onderwijs en kwam in 1971 in de Utrechtse gemeenteraad. In 1980 werd hij daar wethouder wat hij, afgezien van een onderbreking rond 1990, tot 1994 zou blijven. Daarna was hij VVD-fractievoorzitter bij de Utrechtse gemeenteraad voor hij vanaf midden 1996 enkele maanden waarnemend burgemeester van Voorburg was. In september 1997 werd Van Willigenburg benoemd tot waarnemend burgemeester van Bloemendaal waar hij begin 1999 werd opgevolgd door Liesbeth Snoeck-Schuller.